# Lev Leschenko
Lev Valerianovitch Leschenko, em russo Лев Валерья́нович Ле́щенко (1 de Fevereiro de 1942) é um premiado e bem conhecido cantor russo, que ganhou fama no período soviético com sua voz em canções patrióticas, como Den Pobedy e Vnov Prodolzhaetsya Boi, além da música de encerramento dos Jogos Olímpicos de 1980, Do Svidaniya, Moskva.

Nascido em Moscou, União Soviética, filho de Valerian Leschenko (1904 - 2004), um oficial condecorado do Exército Vermelho, e Klavdiya Leschenko, que morreu pouco depois do nascimento do filho.

No início, trabalhou como auxiliar de estúdio no Teatro Bolshoi, ingressou no exército em 1961, posicionado na Alemanha Oriental, e no ano seguinte tornou-se cantor do Coro do Exército Vermelho, iniciando sua carreira artística, que se concretizou quando ingressou, em 1964, na Academia Russa de Artes Teatrais, a mais importante da área na extinta União Soviética.

Em 1970, torna-se vocalista de uma das mais importantes rádios do país, após vencer um concurso realizado pela Rádio Estatal Soviética.

Alcança fama nacional quando em 1975 torna-se o primeiro cantor a vocalizar a música Den Pobedy, canção dedicada ao dia da vitória, que inovava o estilo da música soviética, sua performance foi um sucesso.

A partir de então, Leschenko tornou-se uma importante figura da música soviética e russa, laureado com Prêmio Komsomol, em 1978, Ordem pela Amizade dos Povos, em 1980, Artista do Povo da Rússia, em 1983 e duas ordens de Orgulho da Pátria, em 2002 e 2007.

## Relações Externas
- Página oficial de Lev Leschenko
- «Aniversário de Lev Leschenko»

MP3 - Вновь Продолжается Бой - Vnov Prodalzhaetsya Boi

MP3 - До Свидания, Москва - Do Svidaniya, Moskva

MP3 - День Победы - Den Pobedy